# الكلية الوطنية للألكترونيات وعلوم الكمبيوتر والاتصالات والرياضيات والميكانيكا في بوردو
الكلية الوطنية العليا للألكترونيات، المعلوماتية، الاتصالات السلكية واللاسلكية، الرياضيات والآليات في بوردو (ENSEIRB-MATMECA) هي مدرسة الفنون الكبرى (مدرسة الهندسة الفرنسية)  تقع في بوردو متخصصة في الهندسة الكهربائية والإلكترونيات وعلوم الكمبيوتر، الاتصالات والهندسة الميكانيكية والرياضيات.
المنهج الدراسي المعياري هو برنامج مدته ثلاث سنوات نتج عنه دبلومة اللغة الفرنسية، التي تعتبرها الجامعات الأوروبية (إعلان بولونيا) درجة الماجستير في منطقة التعليم العالي الأوروبية. تعتبر الكلية جزءا من معهد الفنون التطبيقية بوردو (INP Bordeaux).

## التاريخ
- 1920 : تأسيس مدرسة «برقية مدرسة بوردو». في هذه المرحلة، تقوم المدرسة بتدريب المهندسين ليصبحوا مشغلي الراديو.
- 1936 : تصبح المدرسة «مدرسة الكهرباء من بوردو».
- 1940 : اسم يتغير مرة أخرى ل «مدرسة التطبيقات الحديثة للإذاعة بوردو».
- 1965 : ENSEIRB-MATMECA تصبح مدرسة هندسة وطنية وأعيد تسميتها إلى «المدرسة الوطنية العليا للإذاعة والإذاعة بوردو»
- 1986 : تم إنشاء قسم علوم الحاسوب.
- 2000 : تم إنشاء قسم الاتصالات.
- 2002 : تم إنشاء مسار الشبكات والاتصالات.

## روابط خارجية
- الموقع الرسمي